# Paulo Muwanga
Paulo Muwanga (né en 1924 et mort le 1er avril 1991) est un homme politique ougandais.

## Biographie
Dans les années 1950, il rejoint au premier parti politique ougandais, le Uganda People's Congress, fondé justement par Obote.
Lorsque son pays peut obtenir son indépendance de la Grande-Bretagne en 1962, il se joint au service des Affaires étrangères du gouvernement en place comme ambassadeur en Égypte en 1964 puis devient chef du protocole diplomatique en 1969. Après le coup d'État qui mène le général Idi Amin Dada au pouvoir, Muwanga est nommé ambassadeur à Paris en 1971 mais est contraint à l'exil deux ans plus tard. Amin chassé, il revient à la tête d'un groupe de six militaires qui prend le contrôle du pays en 1980. Obote réélu, Muwanga est ministre de la Défense et vice-président du pays jusqu'en 1985, année où Obote est à nouveau chassé du pouvoir.
Muwanga réfute les accusations le rendant responsable des politiques permises aux services de l'ordre d'utiliser la torture et le meurtre. Il est acquitté d'une accusation d'enlèvement avec l'intention d'homicide et des autres charges retenues contre lui.